# Празеодим
Празеодим (англ. praseodymium, лат. praseodymium, нім. Praseodym n) — хімічний елемент, що має символ Pr та атомний номер 59.

## Загальна характеристика
Празеодим — м'який, сріблястий, ковкий та гнучкий метал, що належить до групи лантаноїдів в Періодичній системі. Завдяки його високій хімічній активності, він не зустрічається у природі у вигляді металу. Отриманий штучно, цей метал повільно окиснюється вологим повітрям із утворенням зеленої скоринки оксиду.
Елемент отримав назву за кольором свого оксиду. У 1841, шведський хімік Карл Густав Мосандер виділив рідкісноземельний оксид «Дідиму» з так званої «лантанової землі», що, в свою чергу, була видобута із «церієвої землі». У 1885, австрійський хімік барон Карл Ауер фон Вельсбах розділив Дідим на дві різних солі різного кольору, які було названо Неодимом та Празеодимом. Назва Празеодиму походить від грец. πράσιος (prasios), що значить «зелений», та грец. δίδυμος (didymos), — «подвійний».
Як більшість лантаноїдів, празеодим переважно проявляє валентність три — Pr(III). Він жовто-зелений у водному розчині та чисельні відтінки жовто-зеленого у складі скла. Багато з промислових застосувань цього елементу пов'язані із фільтруванням жовтого світла від різноманітних джерел світла. Разом з ін. рідкісноземельними елементами входить до складу мінералів — монациту, лопариту, самарськіту і ін.

## Історія
У 1839 Мосандер виділив оксид («землю») «лантана» (див.), що був оксидом нововідкритого елементу лантану, із нітрату церію. У 1841, Мозандер показав, що «лантана» є найбільш основним компонентом з суміші рідкісних земель шляхом осадження лугами із розчину солей. Рідкісноземельні елементи, що залишилися в розчині після осадження лантану Мосандер назвав «дідимом». У 1874, Пер Теодор Клеве зробив висновок, що дідим є сумішшю двох елементів, та у 1879, Поль Еміль Лекок де Буабодран виділив нову «землю», що була оксидом нового елементу самарію, з «дідиму», отриманого з мінерала самарськіт. Сирий дідим фактично ж містив три елементи, та у 1885, австрійський хімік барон Карл Ауер фон Вельсбах розділив дідим на два компоненти, празеодим та неодим, які утворювали солі з різними кольорами.
Лєо Мозер (син Людвіга Мозера, засновника «Moser Glassworks», що працював в Карлових Варах в Богемії, що зараз в Чехії, не плутати з Лео Мозером, математиком) досліджував забарвлення скла празеодимом наприкінці 1920-х. В результаті було винайдено жовто-зелене скло «Праземіт». Однак, подібний колір міг бути отриманий за допомогою барвників, що коштували набагато дешевше, ніж празеодим коштував наприкінці 1920-их, до того ж, такий колір не був популярним, такого скла було вироблено небагато, і зараз його можна зустріти надзвичайно рідко. Мозер також винайшов скло «Геліоліт» (нім. Heliolit), яке було поширеніше. Перше комерційне застосування чистого празеодиму, що продовжується до сьогодні, це барвник емалі для кераміки, «Празеодимовий жовтий», якій являє собою розчин оксиду празеодиму у силікаті цирконію. Ця емаль не має зеленого відтінку. На відміну від емалі, празеодимове скло має чітке зелене забарвлення.
Використовуючи класичні методики розділення празеодим дуже важко відділити від інших лантаноїдів. Празеодим, вміст якого в вихідному концентраті завжди був набагато менший, ніж у лантану та неодиму, від якого його намагалися відділити (при чому, церій відділявся порівняно легко за допомогою переведення в чотирьовалентний стан), празеодим розподілявся по багатьом фракціям, та вихід чистого празеодиму був невеликим.
Тем не менш, історично склалося, що празеодим був рідкісноземельним елементом, чия пропозиція була більшою за попит. Іноді це призводило до того, що неодим коштував дорожче, ніж набагато рідкісніший празеодим. Не маючи значного застосування, запаси суміши празеодиму з лантаном та церієм (так звану «LCP») часто продавали як більш дешеву суміш лантаноїдів, ніж ту, що було виділено з монациту. LCP залишається після виділення цінного неодиму, та рідкісніших елементів шляхом екстракції органічними розчинниками. Надалі, із розвитком технологій, було знайдено, що празеодим може бути включеним до складу неодим-залізо-борних магнітів, поширюючи попит на празеодим.[джерело?] Таким чином, роль LCP поступово перейшла до LC (суміші лантану та церію).

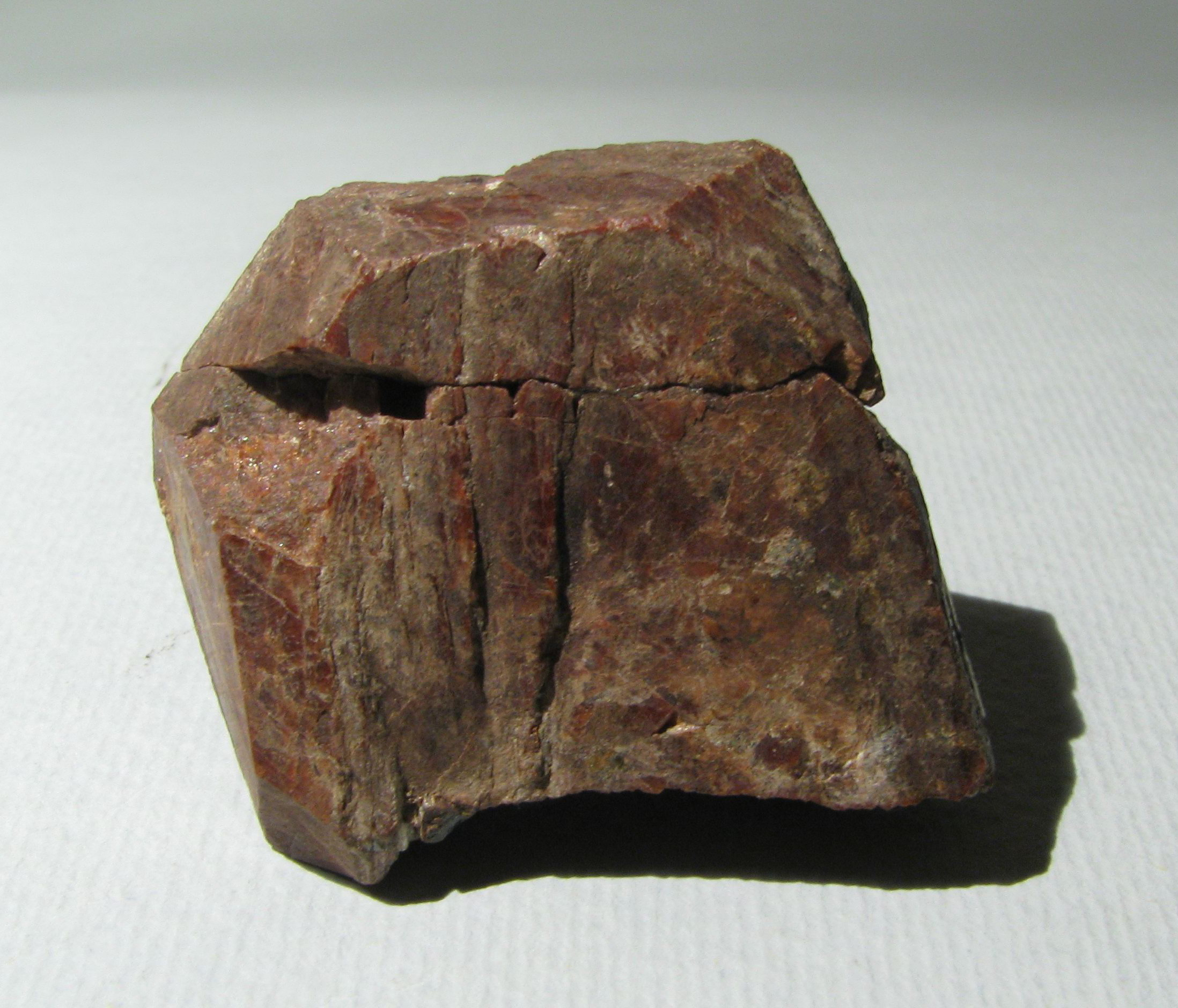
Монацит з Норвегії

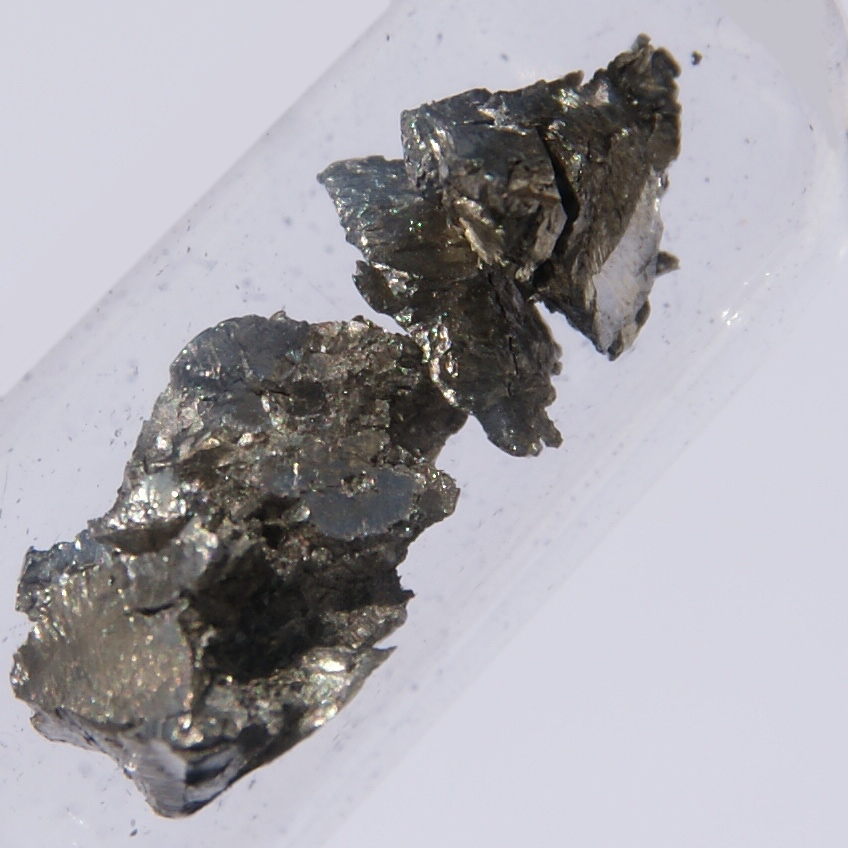
Зразок празеодиму в інертній атмосфері

## Хімічні властивості
У своїх сполуках празеодим може перебувати у ступенях окиснення +2, +3 та +4. Празеодим(IV) — сильний окисник, що миттєво окиснює воду до кисню та хлоридну кислоту до хлору. Таким чином, у водних розчинах можливе існування лише іонів празеодиму 3+.
Солі празеодиму(III) мають жовто-зелене забарвлення. У водному розчині їм відповідає доволі простий спектр поглинання у видимому діапазоні: зі смугою у жовто-оранжевій області 589–590 нм (що збігається з жовтою лінією емісії натрію) та трьома смугами у блакитній/фіолетовій області — при 444, 468, та 482 нм відповідно. Ці смуги трохи зміщуються в залежності від природи протиіону. 
Оксид празеодиму, отриманий прожарюванням солей, таких як карбонат чи оксалат, є чорним (з відтінками зеленого чи коричневого) та містить празеодим +3 та празеодим +4 у непостійному співвідношенні, залежно від умов отримання. Зазвичай, його формула пишеться як Pr6O11.
Звичайно, як й інші лантаноїди у ступені окислення +3, празеодим дуже зручно осаджувати з розчину за допомогою щавлевої кислоти або розчинних оксалатів. Оксалат празеодиму при прожарюванні легко перетворюється у оксид.

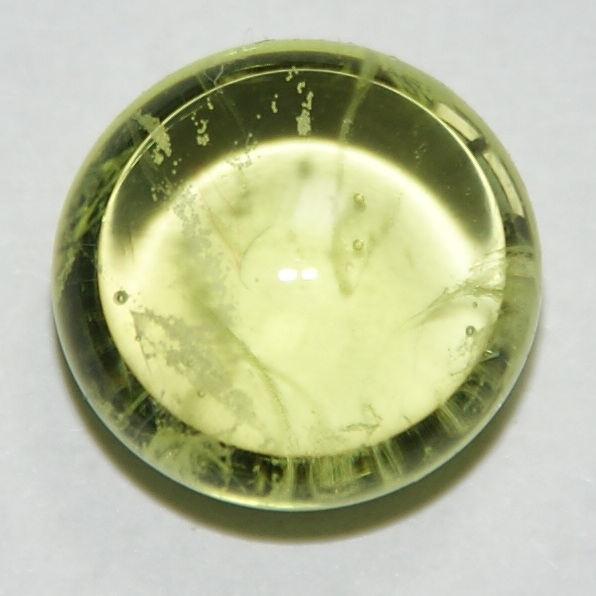
Скло забарвлене празеодимом

## Отримання
Одержують П. кальцієтермічним відновленням трифлуориду або трихлориду, а також електролізом розплаву трихлориду.

## Розповсюдженість
Празеодим міститься у земній корі в малих кількостях (9,5 часток на мільйон). Він знаходиться у рідкісноземельному мінералі монациті та бастнезиті, як правило, 5% від загального вмісту РЗЕ, та може бути відокремленим від інших лантаноїдів за допомогою процесу іонного обміну, або багатоступеневої рідинної екстракції. Мішметал, який використовують як кремінь у сучасних запальничках, містить приблизно 5% празеодиму у вигляді металу.

## Ізотопи
Весь природній празеодим складається лише з одного ізотопу, Pr141.
Штучно було отримано ще 38 ізотопів празеодиму з масовими числами від 121 до 154, 7 з яких — метастабільні.
З нестабільних ізотопів, найбільші періоди напіврозпаду мають Pr143 (13,6 днів) і Pr142 (19,1 годин).

## Застосування
- Як компонент сплавів з магніем для створення високоміцних авіадвигунів.[4][5]
- У дугових лампах з вуглецевими стрижнями що застосовуються як потужні джерела світла.
- Для забарвлення скла та керамічних емалей у жовтий колір.[6]
- Для забарвлення кубічного оксиду цирконію у жовто-зелений колір, для імітації природного мінералу перидоту.
- Як компонент «дідимового» скла, для щитків, що використовуються для зварювання.[6]
- Силікатні кристали, доповані празеодимом здатні сповільнювати промені світла до швидкості декількох сот метрів на секунду.[7]
- Сплав празеодиму із нікелем (PrNi5) має сильний магнітно-термічний ефект що дозволяє отримувати температури порядку 0,001К, дивись Кельвін (одиниця).[8]
- Допування празеодимом флуоридного скла дозволяє створювати волоконні оптичні підсилювачи.[9]
- Твердий розчин оксиду празеодиму в оксиді церію, або оксиді церію-цирконію, застосовуються як окисно-відновні каталізатори.[10]
- Сучасні кремені для запальничок та кресала, містять близько 4% празеодиму.[6]